# MTV Video Music Awards 2001
Gli MTV Video Music Awards 2001 sono stati la 18ª edizione dell'omonimo premio e si sono svolti il 6 settembre 2001 presso la Metropolitan Opera House di New York. 
Lo spettacolo è stato condotto da Jamie Foxx. Quest'edizione è passata alla storia per l'apparizione a sorpresa di Michael Jackson durante l'esibizione degli 'N Sync del loro singolo Pop e per l'esecuzione di I'm a Slave 4 U di Britney Spears che ha visto la presenza di animali selvatici, come il pitone albino che la cantante portava sulle spalle. Fatboy Slim è stato il più premiato della serata, riuscendo a vincere ben 6 premi.

## Cerimonia

### Presentatori
- Backstreet Boys hanno presentato il best hip hop video
- Destiny's Child hanno presentato il best direction video
- Janet Jackson, Missy Elliott, Timbaland, Ginewine e Rashad Haughton hanno presentato il Tributo ad Aaliyah
- Jessica Simpson, Mandy Moore e Dream hanno presentato il best dance video
- Dale Earnhardt ha introdotto i Linkin Park
- Christina Aguilera, Lil Kim, Mýa e Pink hanno presentato il best male video
- Will Smith ha presentato il best female video
- Nelly, Macy Gray e Mary J Blige hanno presentato il best new artist
- Christopher Walken ha introdotto gli N'Sync
- Moby, Eve e Gwen Stefani hanno presentato gli MTV2 awards
- Tenacious D ha presentato il best group video
- Usher e Estella Warren hanno presentato il best R&B video
- P. Diddy e Ben Stiller hanno presentato il best rap video
- Nikka Costa e Sherly Crow hanno presentato il best pop video
- Shakira e Busta Ryhmes hanno introdotto Missy Elliott, Ludacris, Nelly Furtado e Trina
- Bon Jovi e Jewel hanno presentato il best video from a film
- Carson Daly ha presentato il Video Vanguad Award
- Jhonny Knoxville e Snoop Dogg hanno presentato il best rock video
- Outkast hanno introdotto Britney Spears
- Kid Rock e Mick Jagger hanno presentato il video of the year

### Esibizioni

#### Pre-spettacolo
- Alien Ant Farm in Smooth Criminal
- City High (featuring Eve) in What Would You Do?/Caramel

#### Main show
- Jennifer Lopez (featuring Ja Rule) in Love Don't Cost a Thing/I'm Real (Murder Remix)
- Linkin Park e The X-Ecutioners in One Step Closer
- Alicia Keys in Für Elise/Fallin'
- *NSYNC (featuring Michael Jackson) in Pop
- Jay-Z in Izzo (H.O.V.A.)
- Staind in Fade
- Missy Elliott (featuring Nelly Furtado, Ludacris e Trina) in One Minute Man/Get Ur Freak On (remix)
- U2 in Elevation/Stuck in a Moment You Can't Get Out Of
- Britney Spears in I'm a Slave 4 U

## Vincitori e candidati
I vincitori sono scritti in grassetto.

### Video dell'anno
- Christina Aguilera, Lil' Kim, Mýa & Pink feat. Missy Elliott - Lady Marmalade
- Eminem feat. Dido - Stan
- Missy Elliott - Get Ur Freak On
- Fatboy Slim - Weapon of Choice
- Janet Jackson - All for You
- U2 - Beautiful Day

### Miglior video maschile
- Moby feat. Gwen Stefani - South Side
- Eminem feat. Dido - Stan
- Lenny Kravitz - Again
- Nelly - Ride wit Me
- Robbie Williams - Rock DJ

### Miglior video femminile
- Eve feat. Gwen Stefani - Let Me Blow Ya Mind
- Dido - Thank You
- Missy Elliott - Get Ur Freak On
- Janet Jackson - All for You
- Jennifer Lopez - Love Don't Cost a Thing
- Madonna - Don't Tell Me

### Miglior video di un gruppo
- 'N Sync - Pop
- Dave Matthews Band - I Did It
- Destiny's Child - Survivor
- Incubus - Drive
- U2 - Elevation

### Miglior video hip-hop
- OutKast - Ms. Jackson
- Black Eyed Peas feat. Macy Gray - Request Line
- City High - What Would You Do?
- Missy Elliott - Get Ur Freak On
- Eve feat. Gwen Stefani - Let Me Blow Ya Mind

### Miglior video pop
- 'N Sync - Pop
- Britney Spears - Stronger
- Christina Aguilera, Lil' Kim, Mýa & Pink feat. Missy Elliott - Lady Marmalade
- Backstreet Boys - The Call
- Destiny's Child - Survivor

### Miglior video rock
- Limp Bizkit - Rollin'
- Aerosmith - Jaded
- Linkin Park - Crawling
- Staind - It's Been Awhile
- Weezer - Hash Pipe

### Miglior video dance
- 'N Sync - Pop
- Christina Aguilera, Lil' Kim, Mýa & Pink feat. Missy Elliott - Lady Marmalade
- Fatboy Slim - Weapon of Choice
- Janet Jackson - All for You
- Jennifer Lopez - Love Don't Cost a Thing

### Miglior video rap
- Nelly - Ride wit Me
- Eminem feat. Dido - Stan
- Ja Rule feat. Lil' Mo - Put It on Me
- Jay-Z - I Just Wanna Love U (Give It 2 Me)
- Snoop Dogg feat. Nate Dogg, Master P, Butch Cassidy & Tha Eastsidaz - Lay Low

### Miglior video R&B
- Destiny's Child - Survivor
- 112 - Peaches & Cream
- Sunshine Anderson - Heard It All Before
- R. Kelly - I Wish
- Jill Scott - Getting In the Way

### Miglior artista esordiente
- Alicia Keys - Fallin'
- Coldplay - Yellow
- Nikka Costa - Like a Feather
- David Gray - Babylon
- Sum 41 - Fat Lip

### Miglior video da un film
- Christina Aguilera, Lil' Kim, Mýa & Pink feat. Missy Elliott - Lady Marmalade
- Destiny's Child - Independent Women Part I
- DMX - Ain't No Sunshine
- K-Ci & JoJo - Crazy
- U2 - Elevation

### Miglior regia
- Fatboy Slim - Weapon of Choice
- Eminem feat. Dido - Stan
- Linkin Park - Crawling
- Outkast - Ms. Jackson
- R.E.M. - Imitation of Life

### Miglior direttore artistico
- Fatboy Slim - Weapon of Choice
- Aerosmith - Jaded
- Gorillaz - Clint Eastwood
- Christina Aguilera, Lil' Kim, Mýa & Pink feat. Missy Elliott - Lady Marmalade

### Miglior coreografia
- Fatboy Slim - Weapon of Choice
- Christina Aguilera, Lil' Kim, Mýa & Pink feat. Missy Elliott - Lady Marmalade
- Janet Jackson - All for You
- Madonna - Don't Tell Me

### Miglior fotografia
- Fatboy Slim - Weapon of Choice
- Aerosmith - Jaded
- Missy Elliott - Get Ur Freak On
- Eminem feat. Dido - Stan

### Miglior montaggio
- Fatboy Slim - Weapon of Choice
- 'N Sync - Pop
- Missy Elliott - Get Ur Freak On
- U2 - Elevation

### Miglior effetti speciali
- Robbie Williams - Rock DJ
- Missy Elliott - Get Ur Freak On
- Fatboy Slim - Weapon of Choice
- U2 - Elevation

### Video innovativo
- Fatboy Slim - Weapon of Choice
- 'N Sync - Pop
- Common feat. Macy Gray - Geto Heaven
- Gorillaz - Clint Eastwood
- R.E.M. - Imitation of Life
- Robbie Williams - Rock DJ

### Scelta del pubblico
- 'N Sync - Pop
- Backstreet Boys - The Call
- Destiny's Child - Independent Women Part I
- Eve feat. Gwen Stefani - Let Me Blow Ya Mind
- Limp Bizkit - My Way
- Nelly - Ride wit Me

### MTV2 Award
- Mudvayne - Dig
- India.Arie - Video
- Craig David - Fill Me In
- Gorillaz - Clint Eastwood
- Jurassic 5 - Quality Control
- Alicia Keys - Fallin'